# Гаплологія
Гаплоло́гія (грец. haplos — простий і англ. logos — слово, вчення) — спрощення звукового складу слова внаслідок дисимілятивного випадання одного з двох сусідніх близьких за звучанням складів, як-от «трагікомедія» — «трагікокомедія», «мінералогія» — «мінералологія», «воєначальник» — «воєноначальник», «морфонологія» — «морфофонологія». Випадки гаплології трапляються також у текстах художньої літератури, скажімо, слово «сагайдак» у поезії Миколи Бажана: «Ростуть роки. І в сайдаках сердець зотліли стріли згодом».

## Джерело
- «Літературознавчий словник — довідник Nota bene!», Київ, видавничий центр «Академія», 2007